# Stadtstaat
Ein Stadtstaat im modernen Wortsinn ist ein Staat, der nur das Gebiet einer Stadt (und gegebenenfalls ihr engeres Umland) umfasst. Es kann sich dabei um einen souveränen Staat oder um einen Gliedstaat innerhalb eines Bundesstaats handeln.
Städte in Einheitsstaaten sind in keinem Fall Stadtstaaten, auch wenn die Verwaltungseinheiten oberhalb der kommunalen Ebene gleichgestellt sind, da in Einheitsstaaten per definitionem keine Gliedstaaten existieren. Ebenfalls keine Stadtstaaten sind Städte, die in föderativen Staaten keinem der Gliedstaaten angehören, sondern den Status von Bundesterritorien haben wie z. B. Washington, D.C., Brasilia D.F., Canberra oder die indische Stadt Chandigarh. In Deutschland handelt es sich bei den Ländern Berlin und Hamburg um Stadtstaaten, weil sie Gliedstaaten des Bundes und zugleich Städte sind.
Historisch gesehen ist ein Stadtstaat ein (teil-)souveräner Staat, dessen Territorium von einer Stadt politisch beherrscht bzw. regiert wurde, wobei das Territorium oft wesentlich größer war als die Stadt selbst.

## Geschichte
Die Stadt als eigenmächtiges Kultur- und Regierungszentrum ist die Ursache der Entwicklung der Zivilisation in Mesopotamien, die häufig mit dem Staatsgebiet des Irak gleichgesetzt wird. Wissenschaftler die sich mit dem Alten Orient beschäftigen, meinen dagegen eine Definition, die auf den Flusssystemen des Euphrat und Tigris begrenzt ist (Zweistromland). Diese Staatsform breitete sich unter anderem nach Phönizien und Griechenland aus, wo die griechischen Poleis zum klassischen Begriff für den antiken Stadtstaat wurden. Rom wuchs von einer derartig formierten Senatsrepublik zum Kaiser- und Weltreich. Auch die indianischen Hochkulturen der Maya und Azteken in Mittelamerika organisierten sich in Stadtstaaten.
Stadtstaaten bestanden im Mittelalter in der westlichen Christenheit vor allem dort, wo keine tiefgreifende Feudalisierung stattfand, mithin die Städte eigenmächtig Herrschaftszentren bleiben bzw. ausbilden konnten, ohne in Lehnsverhältnis zu außenstehenden landsässigen Fürsten zu treten. In dieser Form verfasste Städte waren de jure hauptsächlich nur der kaiserlichen Gerichtsbarkeit unterstellt und bestrebt, ihre Freiheit sowohl gegen die Fürsten als auch gegen politische Einflussnahme des Kaiser- bzw. Papsttums weiter auszubauen (siehe: Ghibellinen und Guelfen), woran die Mehrzahl der Stadtrepubliken, v. a. in der deutsch-österreichischen Rechtssphäre, nach einer Zeit der Blüte im Spätmittelalter im Zuge der Konsolidierung der fürstlich zentralregierten Flächenstaaten in der Frühen Neuzeit scheiterten.
Typusbildend sind hier hauptsächlich die lombardischen Städte in Reichsitalien und angrenzenden Gebieten (unter anderem Florenz und die Seerepubliken Venedig, Genua, Pisa, Ancona und die Herzogtümer Amalfi und Gaeta in Italien sowie Ragusa in Dalmatien). Im Reich gab es im Mittelalter auch nördlich der Alpen rund hundert Stadtstaaten, sogenannte Freie Städte und Reichsstädte, die teils in den Fürstenstaaten aufgingen, teils in veränderter Form bis heute überlebt haben (Hamburg). Viele der heutigen Schweizer Kantone gingen aus Stadtstaaten hervor. Mit der Eroberung der Waadt 1539 wurde z. B. die Stadt und Republik Bern zum größten Stadtstaat nördlich der Alpen.
Auch in Russland gab es im Mittelalter stadtzentrierte Herrschaften, die allerdings naturgemäß ungleich größere Gebiete verwalteten als die lateinischen Städte. Hier sind Nowgorod und Pleskau als wichtige Handelszentren an der Ostsee hervorzuheben, aber auch das weiter südlich dominierende Wladimir-Susdal und der alte Fürstensitz Kiew in der Ukraine.
Nach dem Wiener Kongress 1815 gab es im Deutschen Bund noch vier Stadtstaaten: Bremen, die Freie Stadt Frankfurt, Hamburg und Lübeck sowie, direkt angrenzend an den Deutschen Bund, die polnischsprachige Republik Krakau, die 31 Jahre später von Österreich annektiert wurde. Frankfurt wurde 1866 von Preußen annektiert, Lübeck verlor 1937 durch das Groß-Hamburg-Gesetz seine mehr als 700-jährige Eigenstaatlichkeit als Freie und Hansestadt und kam zur preußischen Provinz Schleswig-Holstein. Dazu war Danzig von 1807 bis 1814 und von 1920 bis 1939 ein souveräner Stadtstaat.
Auch Triest, Fiume (Rijeka) (Stadt Fiume mit Gebiet, Freistaat Fiume) und Danzig waren im 19. bzw. 20. Jahrhundert zeitweise als Freistädte nicht Bestandteil ihrer Nachbarstaaten.
Berlin war nach dem Zweiten Weltkrieg bis zur Wiedervereinigung 1990 geteilt, West-Berlin war somit von der DDR umgeben und hatte als Stadtstaat einen Sonderstatus. Es war nicht offizieller Bestandteil der Bundesrepublik, wurde aber weitgehend so behandelt. Berlin als Ganzes stand eigentlich bis 1990 unter dem sogenannten Viermächte-Status und war in der Rechtsprechung beeinflusst durch die Besatzungsmächte.

## Heutige Zeit

### Souveräne Stadtstaaten
Souveräne Stadt- und auch Mikrostaaten sind Monaco, Singapur und die Vatikanstadt.

### Gliedstaaten

#### Deutschland
In Deutschland werden heute üblicherweise drei Länder als Stadtstaaten bezeichnet: Berlin, Hamburg und Bremen.
- Berlin und Hamburg sind kreisfreie Städte und zugleich Länder.
- Die Freie Hansestadt Bremen besteht aus den beiden räumlich getrennten, als Stadtgemeinden bezeichneten kreisfreien Städten Bremen und Bremerhaven, weshalb sie gelegentlich auch als „Zwei-Städte-Staat“ bezeichnet wird.

Die drei Stadtstaaten sind als Länder auch im Bundesrat vertreten und nehmen am Finanzausgleich des Bundes und der Länder teil, wo sie das sogenannte Stadtstaatenprivileg genießen, das besagt, dass Stadtstaaten aufgrund ihrer höheren Ausgaben pro Einwohner mehr Geld pro Einwohner aus dem Länderfinanzausgleich erhalten als die Flächenstaaten.
Für die deutschen Stadtstaaten wurde in der Vergangenheit immer wieder die Möglichkeit einer Fusion mit angrenzenden Ländern diskutiert, zum Beispiel Bremen mit Niedersachsen, Hamburg mit Schleswig-Holstein und Berlin mit Brandenburg. Für Berlin und Brandenburg wird diese erneut diskutiert, obwohl ein Fusionsvertrag beim Volksentscheid 1996 in Brandenburg die Mindestbeteiligung von 25 % der Wahlberechtigten (Quorum) erreichte (von der Mehrheit der Berliner angenommen, aber 62,7 % der abstimmenden Brandenburger lehnten ihn ab).

#### Andere
- Äthiopien
  - Addis Abeba
  - Dire Dawa
- Belgien

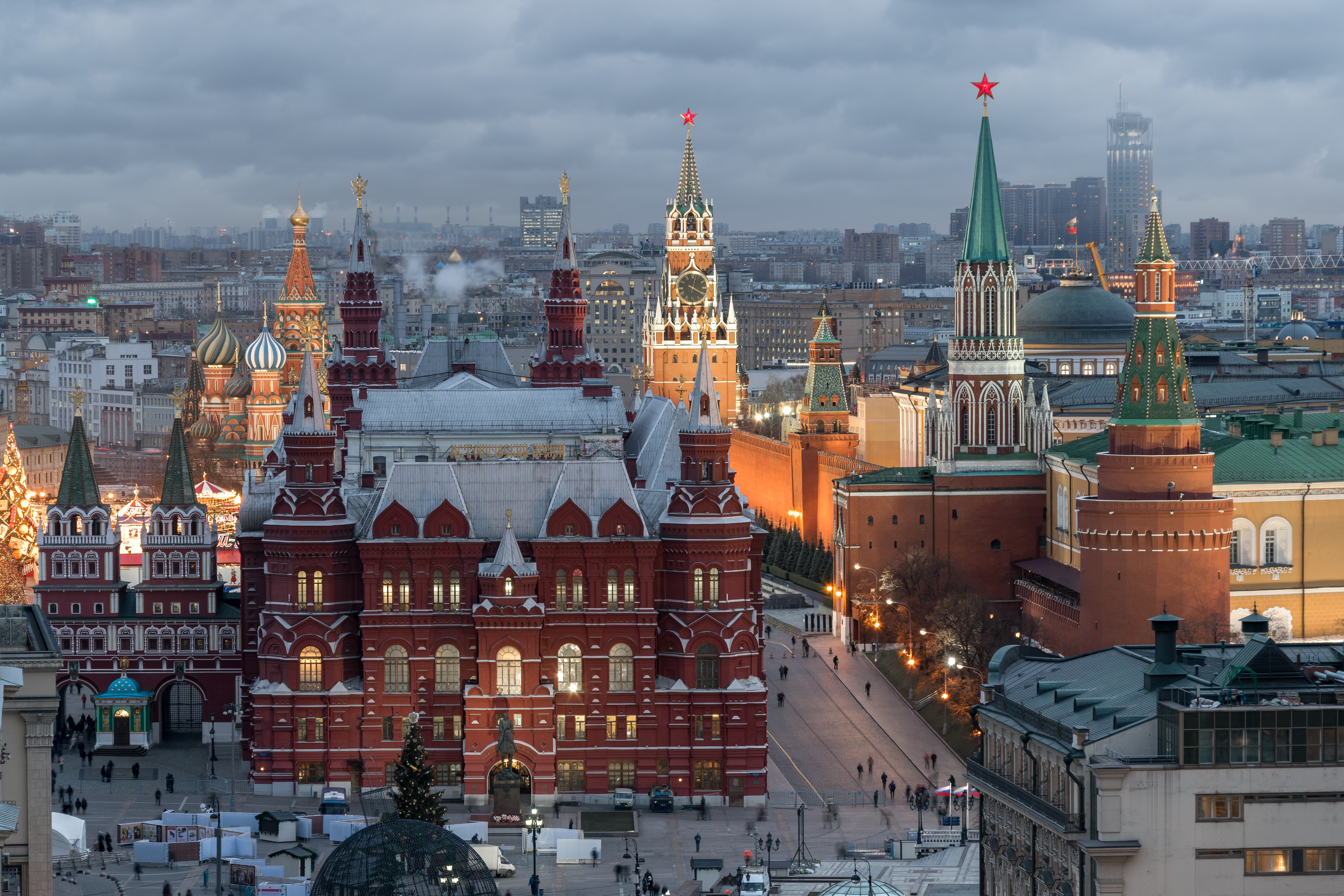
Moskau, Russland

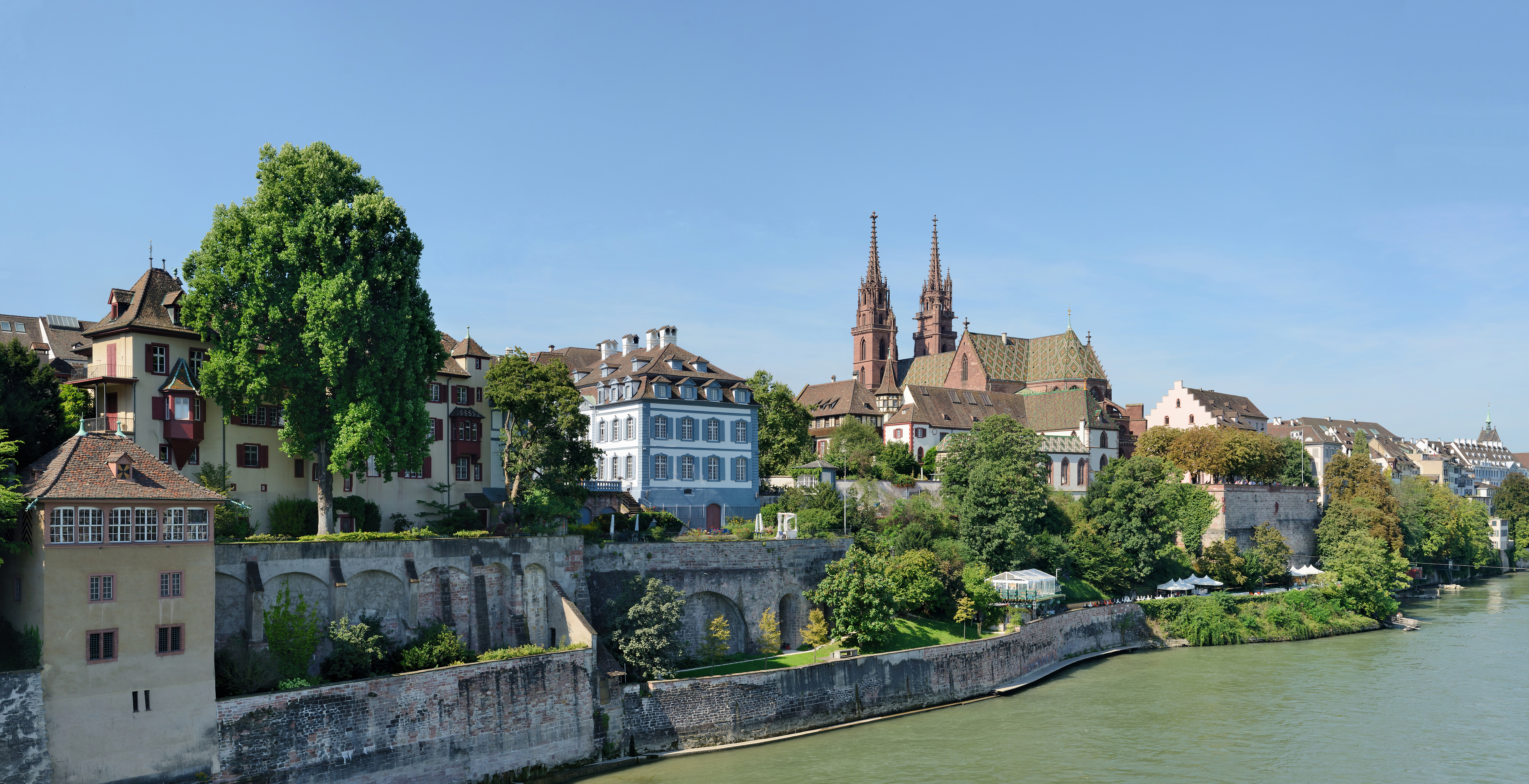
Basel, Schweiz

  - Region Brüssel-Hauptstadt (besteht aus 19 selbständigen Gemeinden)
- Brasilien
  - Guanabara (1960–1975, umfasste nur die Stadt Rio de Janeiro)
- Österreich
  - Wien
- Russland
  - Moskau (eigenständiges Föderationssubjekt)
  - Sankt Petersburg (eigenständiges Föderationssubjekt)
- Schweiz
  - Kanton Basel-Stadt (besteht aus drei Gemeinden)